# Pherne paralleliaria
Pherne paralleliaria är en fjärilsart som beskrevs av Alpheus Spring Packard. Pherne paralleliaria ingår i släktet Pherne och familjen mätare. Inga underarter finns listade i Catalogue of Life.